# Охрана почв от загрязнения
Охрана почв от загрязнения — комплекс мероприятий по обеспечению правильного состояния почвы. Почвой называется поверхностный слой земной коры, который возникает в результате воздействия биосферы и атмосферы на литосферу. Основное свойство почвы это плодородие, то есть способность обеспечивать растения водой и пищей. Почва состоит из генетически связанных горизонтов, возникающих в результате преобразования поверхностных слоев литосферы под совместным воздействием воды, воздуха и организмов.
Одной из важных проблем является эрозия почвы. Скорость естественного формирования и восстановления почвы гораздо ниже скорости эрозии.
Основные виды эрозии почв:
- возникновение оврагов
- ветровая и водная эрозия

Каждую весну вместе с талой водой уносится и часть поверхностного слоя почвы. В почве начинают возникать промоины, это первый шаг к образованию оврагов. Овраги, веером расходясь от центрального «стержня», образуют балки, разрушают поля, луга, перерезают дороги. Нередко длина балки достигает десятков километров. Вовремя не остановленный овраг растёт вглубь и вширь, захватывая все больше и больше плодородной земли.
Ветровая эрозия вызывается бурями. При сильном ветре выдувается до 20 см поверхностного слоя почвы, эту почву переносит ветром, и она оседает в других местах. Возникают наносы, которые достигают высоты с 2 м до 5 м.
Водная эрозия наблюдается при определённом уклоне рельефа. При водной эрозии продукты разрушения перемещаются только сверху вниз. При водной эрозии в текущей воде происходит растворение питательных веществ и их удаление.

## Виды загрязнения почв
- загрязнения неорганическими отходами и выбросами;
- загрязнения тяжёлыми металлами;
- загрязнения радиоактивными веществами;
- загрязнения пестицидами.

### Загрязнениятяжёлыми металлами
В основном почву загрязняют такие тяжёлые металлы, как железо, марганец, медь, цинк, свинец. Часто тяжёлые металлы содержатся в почве в незначительном количестве и не представляют угрозы для неё. Излишки этих элементов вызывают болезни и гибель растений.
Основной метод борьбы с данным видом загрязнения почвы — это удаление поверхностного загрязненного слоя почвы. Затем это место покрывается новым слоем незагрязненной почвы толщиной не менее 30 см. Часто для очищения почвы высаживаются полосы кустарников и деревьев вдоль автострад. К агротехническим методам борьбы принадлежит известкование. Известкование уменьшает уровень свинца в культурах, выращиваемых на загрязненных площадях.

### Загрязнениярадиоактивными веществами
Барий и уран — наиболее опасные радиоактивные элементы, которые могут засорить почву. Особую опасность представляют элементы с длительным периодом распада.